# Jun Murai
Jun Murai (村井 純?   29 de marzo de 1955 en Tokio, Japón) es un informático japonés, conocido como "el padre del Internet japonés". Un profesor en la Universidad de Keiō, Murai es el fundador de JUNET y el presidente de Proyecto WIDE. Murai se graduó de la Universidad de Keio en 1979 y recibió un doctorado de la misma institución en 1984.
Ganó el Premio Postel en 2005.